# Daniel Díaz de León Castillo
Daniel Díaz de León y Castillo, más conocido como Pirelo (Chihuahua, México; 8 de febrero de 1910), fue un futbolista mexicano que jugaba en la posición de delantero. Jugó para el Eiriña Club de Fútbol y el Real Club Celta de Vigo.
En 1933 llega al Celta de Vigo y permanece en el equipo durante dos temporadas, disputando la Segunda División de España, liga donde logró anotar 8 goles. En 1935 deja al conjunto celeste, para regresar después de la terminación de la Guerra Civil Española, esta vez procedente del Eiriña de Pontevedra.
Debutó en la Primera División de España, en el primer partido de la liga de 1939, el cual fue disputado frente al Zaragoza, el 3 de diciembre de 1939. El Celta perdió en tierras mañas por marcador de 3 goles a 2. 
Disputó en total tres temporadas de Primera División con el Celta, finalmente dejaría el equipo en el año de 1942 después de disputar solamente cuatro partidos en su última temporada.